# ダリオ・マリアネッリ
ダリオ・マリアネッリ（Dario Marianelli, 1963年6月21日 - ）は、イタリア・ピサ出身の作曲家。主に映画音楽を手掛けている。
2007年公開の『つぐない』でアカデミー作曲賞、ゴールデングローブ賞 作曲賞を受賞。

## 主な作品
- イン・ディス・ワールド In This World （2002年）
- ルワンダの涙 Shooting Dogs （2005年）
- プライドと偏見 Pride & Prejudice （2005年）
- ポビーとディンガン Opal Dream （2005年）
- Vフォー・ヴェンデッタ V for Vendetta （2005年）
- ブラザーズ・グリム The Brothers Grimm （2005年）
- ブレイブ ワン The Brave One （2007年）
- デス・トリップ Shrooms （2007年）
- マンデラの名もなき看守 Goodbye Bafana （2007年）
- つぐない Atonement （2007年）
- 路上のソリスト The Soloist （2009年）
- みんな元気 Everybody's Fine （2009年）
- アレクサンドリア Agora （2009年）
- 食べて、祈って、恋をして Eat Pray Love （2010年）
- ジェーン・エア Jane Eyre （2011年）
- 砂漠でサーモン・フィッシング Salmon Fishing in the Yemen （2011年）
- カルテット! 人生のオペラハウス Quartet （2012年）
- アンナ・カレーニナ Anna Karenina （2012年）
- サード・パーソン Third Person （2013年）
- ハミングバード Hummingbird （2013年）
- 幸せになるための5秒間 A Long Way Down （2014年）
- ワイルドカード Wild Card （2015年）
- PAN 〜ネバーランド、夢のはじまり〜 Pan （2015年）
- エベレスト 3D Everest （2015年）
- KUBO/クボ 二本の弦の秘密 Kubo and the Two Strings （2016年）
- ウィンストン・チャーチル/ヒトラーから世界を救った男 Darkest Hour （2017年）
- パディントン2 Paddington 2 （2017年）
- ほんとうのピノッキオ Pinocchio （2019年）
- シークレット・ガーデン The Secret Garden (2020年)